# Graphilm
Graphilm è uno studio di animazione italiano con sede a Roma che produce serie tv, lungometraggi, video clip e spot pubblicitari.

## La squadra
- Maurizio Forestieri - Fondatore, Regista e Direttore artistico
- Anna Lucia Pisanelli - Produttore esecutivo
- Cinzia Amicone - Coordinatore di Produzione
- Benedetta Capezzuto - Assistente di Produzione
- Eleonora Fantasia - Segretaria di Produzione
- Manuela Svampa - Segretaria di Produzione
- Barbara Borsetti - Background and Characters Supervisor

## Filmografia

### Lungometraggi
- La freccia azzurra, 1996 (Lanterna Magica)
- La gabbianella e il gatto, 1998 (Cecchi Gori Group – Lanterna Magica)
- Aida degli alberi, 2001 (Medusa – Lanterna Magica)
- Totò Sapore e la magica storia della pizza, 2003 (Medusa – Lanterna Magica)
- Hanukkah, 2019 (in collaborazione con Rai ragazzi)
- La Custodia, 2021 (in collaborazione con Rai Ragazzi)
- To be, 2025 (in collaborazione con Rai Kids)

### Cortometraggi
- I cartoni dello Zecchino d'Oro, 2000 (Antoniano – Rai Fiction): Il pulcino ballerino; Volevo un gatto nero; Gugù bambino dell'età della pietra
- I cartoni dello Zecchino d'Oro, 2008 (Antoniano – Rai Fiction): Crock, Shock, Brock, Clock
- I cartoni dello Zecchino d'Oro, 2010 (Antoniano – Rai Fiction): Il tortellino di Bologna

### Serie televisive
- Lupo Alberto, 1997-1998 (Rai Fiction – The Animation Band)
- Cocco Bill, 2001 (Rai Fiction - De Mas & Partners)
- Cuccioli, 2002-in corso (Rai Fiction - Gruppo Alcuni)
- Cocco Bill 2, 2004 (Rai Fiction - De Mas & Partners)
- La compagnia dei Celestini, 2005-2010 (Rai Fiction - De Mas & Partners)
- I be-bees, 2005 (Rai Fiction - De Mas & Partners)
- Winx Club 2, 2005-2009 (Rai Fiction - Rainbow S.p.A.)
- Monster Allergy, 2005 (Rai Fiction - Rainbow S.p.A.)
- Scuola di vampiri, 2007-2009 (Rai Fiction - Cartoon One - Hanfilm)
- Magic Sport 2, 2007 (Mpg Kinder&Ferrero – Mondo TV)
- I gladiatori, 2007-2008 (Rai Fiction – Mondo TV)
- Mostri e pirati, 2008 (Mpg Kinder&Ferrero – Mondo TV)
- Rahan, 2009 (Rai Fiction - Xilam - Red Castle)
- Spike Team, 2009 (Rai Fiction - Lucky Dreams)
- Summercamp: Il Misterioso "Floopaloo", 2011-2016 (Xilam)
- Bu-Bum! La strada verso casa, 2014-2015 (Graphilm - Rai Fiction)
- Nefertina sul Nilo, 2021 (Graphilm – Waooh!)
- Alex Player, 2024 (Graphilm - Cyber Group Studios - ScrAWL Animation)
- The McFire Family, in corso (Graphilm - Cyber Group Studios - ScrAWL Animation)

### Spot pubblicitari
- Burghy adventures, 1992 (Rscg)
- Burghy Band, 1995 (Rcgs)
- Foxy, 1995 (Pirella – Goetche)

### Project
- Camelia
- 070 Secret Agent
- Zorry Kid
- Bangu & Shulip
- Cooking Girls
- Le medie

## Collaborazioni
Graphilm vanta un notevole numero di collaborazioni con grandi produzioni italiane ed estere (fra cui Rai, Medusa Film, Ferrero, Magic Production Group,  Xilam-France (La Xilam per Summercamp: Il Misterioso "Floopaloo", serie animata nel 2011 - 2015), Canal+, Ellipsanime.

## Premi
1986 – Orpheus
Premio “Menzione Speciale”, Europa Cinema 1986
Premio “Incontro Cinema Italiano”, Festival Annecy 1986
Premio “Migliore Cortometraggio” , Festival Treviso 1988
1987 – Pas-ta-shoot-ah
“Selezione Ufficiale Cortometraggi ”, unico film italiano in concorso Cannes 1988
1989 – Salomè
Premio de Pubblico, Festival di Bourge a Bresse
Proiezione Ufficiale al M O M A , New York 1990
1994 – Domo
Premio “Fantoche” , Expocartoon Roma 1995
Selezione Ufficiale Cortometraggi Italiani” , concorso Festival di Cannes 1995
1999 – Gugù (Zecchino d'oro)
Premio “Fantoche” Expocartoon Roma 1999
1999 – Volevo un gatto nero Zecchino d'Oro
“Premio della Giuria per il miglior film”, Festival di Dervio 1999
1999 – Il pulcino ballerino Zecchino d'Oro
Premio “Miglior personaggio originale”, Festival di Dervio 1999
Premio “Migliore Animazione”, Festival di Dervio 1999
1999 – Camelia
Selezionato al Cartoon Forum di Vicenza 1999
2000 – Un'altra via d'uscita
Premio “Gran Premio della Giuria”, Festival Castelli Animati di Genzano
“Primo Premio” , Festival di Dervio 2001
2002 - Sinphonia
Premio “Migliore Animazione”, Festival di Dervio 2001
2003 – Totò Sapore e la magica storia della pizza
Menzione speciale come miglior film di animazione al festival Internacional de Cine par l'Infancia y la juventude de Buenos Aires 2004
2007 – Zorry Kid
Selezionato al Cartoon Forum di Pau (France) 2007
2007/08 – I gladiatori
Premio “Miglior Serie TV di Azione ed Avventura”, Cartoons on the Bay 2008
Premio “Trofeo di Categoria” al Festival Internazionale del Cinema di Salerno, 2008